# Dąbrocz
Dąbrocz – wieś w Polsce położona w województwie lubelskim, w powiecie janowskim, w gminie Modliborzyce.
W latach 1975–1998 miejscowość należała administracyjnie do województwa tarnobrzeskiego.